# 海因茨·福尔马尔
海因茨·福尔马尔（德語：Heinz Vollmar，1936年4月26日—1987年10月12日），德国男子足球运动员，场上位置是前锋。他曾代表西德国家队参加1962年国际足联世界杯，结果队伍止步八强。